# Dekanat Nowy Sącz Centrum

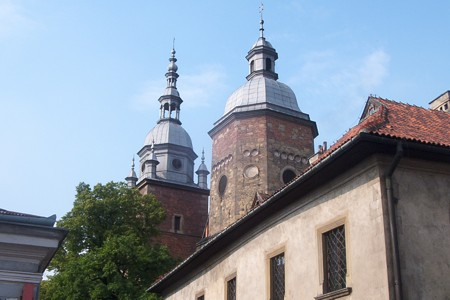
Bazylika kolegiacka św. Małgorzaty

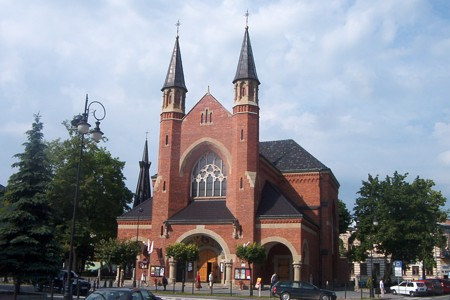
Kościół pw. św. Kazimierza

Dekanat Nowy Sącz Centrum – dekanat wchodzący w skład diecezji tarnowskiej.

## O dekanacie
Dekanat sądecki datowany jest dopiero na rok 1325, choć stare osadnictwo na tym terenie i duża ilość kościołów parafialnych wskazuje na jego istnienie już w I poł. XIII w. Do dekanatu w XIII w. należały parafie: Łącko, Ludźmierz (na Podhalu), Kamienica (później Nowy Sącz – parafia św. Wojciecha), Sącz (następnie Stary Sącz), Gródek (Podole), Podegrodzie, Tropie, Mogilno, Wielogłowy, Zbyszyce i Żelaźnikowa, prawdopodobnie także na Spiszu Lubowla. Na przestrzeni dziejów zmieniał się zasięg dekanatu. 13 grudnia 1969 r. dekretem bpa diecezjalnego Jerzego Ablewicza dekanat Nowy Sącz został podzielony na dekanaty Nowy Sącz Północ i Nowy Sącz Południe. Obecnie dekanaty sądeckie to: Nowy Sącz Centrum, Nowy Sącz Zachód oraz Nowy Sącz Wschód.
Dziekanem dekanatu jest ks. dr Jerzy Jurkiewicz (proboszcz kolegiaty św. Małgorzaty w Nowy Sączu), a wicedziekanem ks. Ryszard Mikos (proboszcz parafii w Wielogłowach).

## Parafie dekanatu
W skład dekanatu wchodzą parafie:
- Parafia Ducha Świętego w Nowym Sączu
- Parafia św. Jana Pawła II w Nowym Sączu
- Parafia św. Kazimierza w Nowym Sączu
- Parafia św. Małgorzaty w Nowym Sączu
- Parafia Najświętszej Maryi Panny Częstochowskiej w Nowym Sączu-Zabełczu,
- Parafia św. Alberta Chmielowskiego w Librantowej
- Parafia Matki Bożej Nieustającej Pomocy w Piątkowej
- Parafia św. Andrzeja Apostoła w Siedlcach
- Parafia św. Stanisława Biskupa Męczennika w Siennej
- Parafia Wniebowzięcia Najświętszej Maryi Panny w Wielogłowach
- Parafia  św. Bartłomieja Apostoła  w Zbyszycach